# Melicope euneura
Melicope euneura är en vinruteväxtart som först beskrevs av Friedrich Anton Wilhelm Miquel, och fick sitt nu gällande namn av Thomas Gordon Hartley. Melicope euneura ingår i släktet Melicope och familjen vinruteväxter. Inga underarter finns listade i Catalogue of Life.